# کشتی‌های نمی

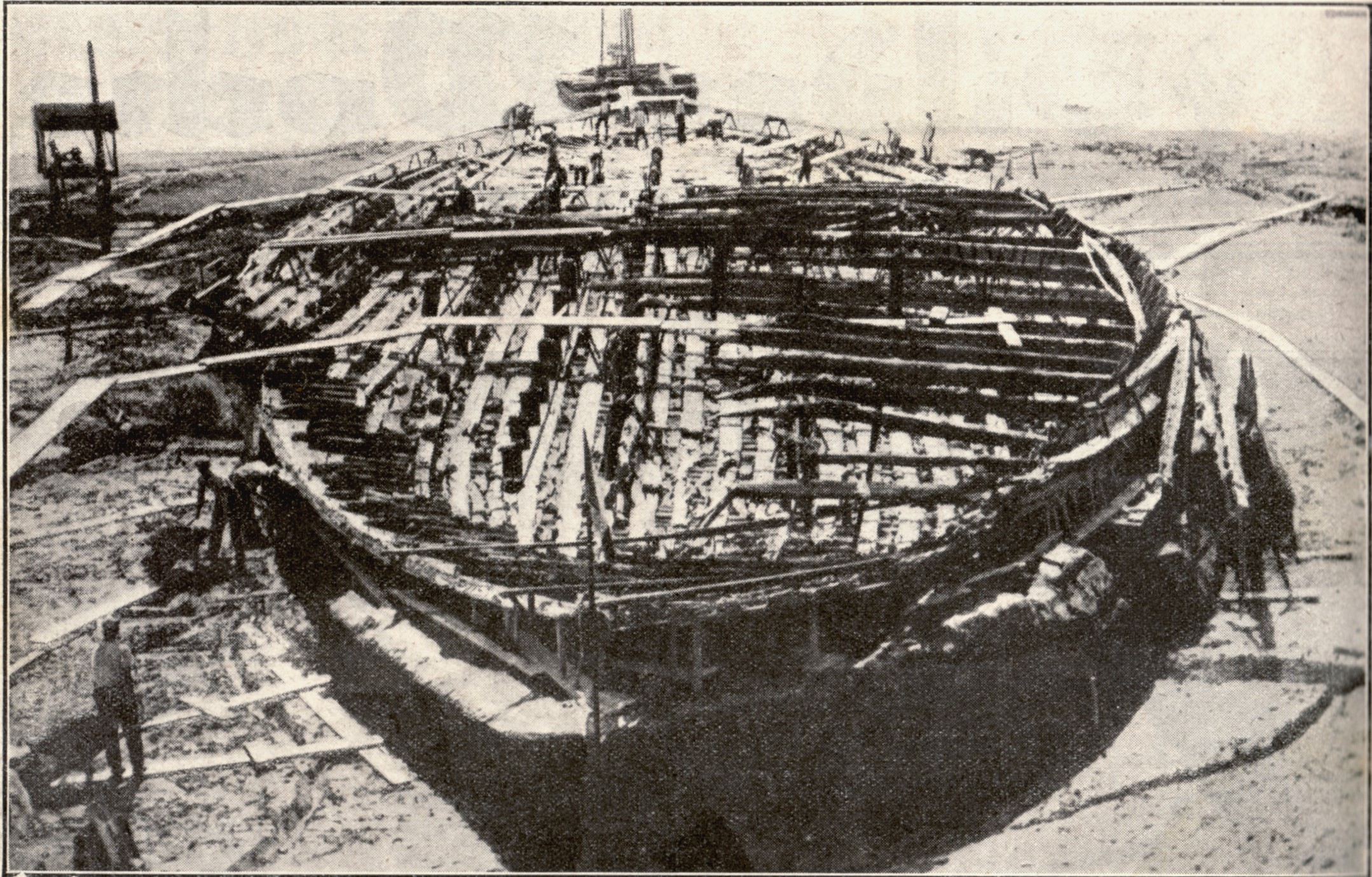
بقایای یکی از کشتی‌های دریاچه نمی در سال ۱۹۲۹

کشتی‌های نِمی دو کشتی با اندازه‌های متفاوت بودند که در زمان سلطنت امپراتور روم کالیگولا در قرن اول پس از میلاد در دریاچه نِمی ساخته شدند. اگر چه هدف از کشتی‌ها با قطعیت روشن نیست، اما تصور می‌شد که ایندو کشتی‌هایی تفریحی بودند.  کشتی بزرگتر یک قصر شناور استادانه بود که حاوی مقادیری سنگ مرمر، کف موزاییک، گرمایش و لوله کشی، و امکاناتی مانند حمام بود. هر دو کشتی دارای فناوری بودند که تصور می‌شد که خیلی دیرتر به لحاظ تاریخی توسعه یافته است. گفته شده است که امپراتور تحت تأثیر سبک زندگی تجملاتی حاکمان هلنیستی سیراکوز و مصر بطلمیوسی بوده است. این کشتی ها که در سال ۱۹۲۹ از بستر دریاچه بازیابی شدند، در سال ۱۹۴۴ در طول جنگ جهانی دوم در اثر آتش سوزی نابود شدند.
کشتی بزرگتر ۷۳ متر در طول و ۲۴ متر پهنا داشت. طول کشتی دیگر ۷۰ بود و عرض آن ۲۰ متر.

## مکان اکتشاف

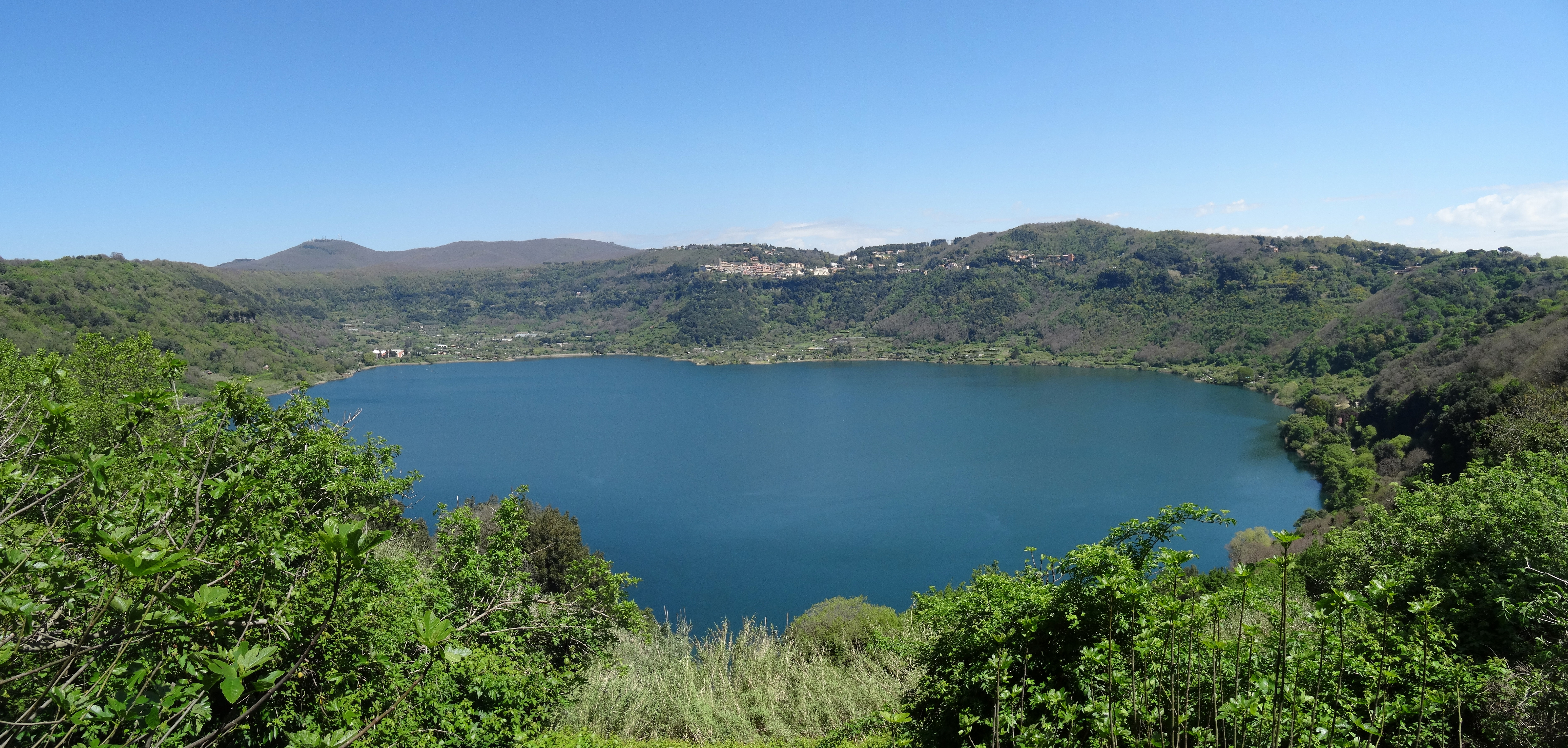
نمایی از دریاچه نیمی

دریاچه نمی ( ایتالیایی: Lago di Nemi، لاتین: Nemorensis Lacus) یک دریاچه آتشفشانی مدور کوچک در منطقه لاتزیو ایتالیا است، ۳۰ کیلومتر (۱۹ مایل) جنوب رم. سطح آن ۱٫۶۷ کیلومتر مربع (۰٫۶۴ مایل مربع) است و حداکثر عمق ۳۳ متر (۱۰۸ فوت).
در مورد اینکه چرا امپراتور کالیگولا تصمیم به ساخت دو کشتی بزرگ روی چنین دریاچه کوچکی گرفت، حدس و گمان‌های متفاوتی وجود دارد. با توجه به اندازه کشتی‌ها، مدت‌ها تصور می‌شد که کشتی‌های تفریحی هستند، اما از آنجایی که دریاچه مقدس بود، طبق قوانین روم هیچ کشتی نمی‌توانست روی آن حرکت کند (به نقل از پلینی جوان در Litterae VIII-2) و استثنا از آن مستلزم یک معافیت مذهبی بود.
کالیگولا به‌ویژه از فرقه مصری ایزیس که در رم تأسیس کرده بود، حمایت می‌کرد و همچنین از کیش دیانا نمورنسیس حمایت می‌کرد، که در سنت رومی تلفیق‌گرایی ، احتمالاً او را گونه‌ای از ایزیس می‌نگریست.
شهرهای گنزانو و نمی در طرف مقابل دریاچه و بالای دیواره های دهانه قرار دارند. گنزانو توسط رومیان به الهه سینتیا تقدیم شد، فرقه ای که با کیش دیانا نمورنسیس مرتبط است. نمی در زمان رومیان وجود نداشت. نام نِمی از کلمه لاتین nemus Aricinum (بیلستانِ Ariccia) گرفته شده است، آریچا یک شهر مهم در نزدیکی دریاچه است که با پرستش دیانا و خدای ویربیوس (نام لاتین هیپولوتوس ، مرد جوانی که دایانا دوستش داشت) مرتبط است. در نمی ویرانه‌های معبد باستانی اختصاص داده شده به دیانا قرار دارد که از طریق راه ویربیا به جادهٔ آپیا (جاده رومی بین رم و بریندیزی) متصل می‌شد.
در زمان امپراتوری روم ، منطقه اطراف گنزانو توسط شهروندان ثروتمند رومی به دلیل هوای پاک، آب بدون آلودگی و دمای خنک تر در طول ماه های گرم تابستان مورد استفاده قرار می‌گرفت. این دریاچه خُرداقلیم خاص خود را دارد و توسط دیواره های دهانه از باد محافظت می‌شود. یوهان ولفگانگ فون گوته ، لرد بایرون و شارل گونو همگی در نِمی زندگی می‌کردند و انعکاس ماه را که در تابستان در مرکز دریاچه دیده می‌شد، ثبت کرده‌اند. این پدیده منشأ نام رومی دریاچه، Speculum Dianae (آینه دیانا) است.

## بازیابی

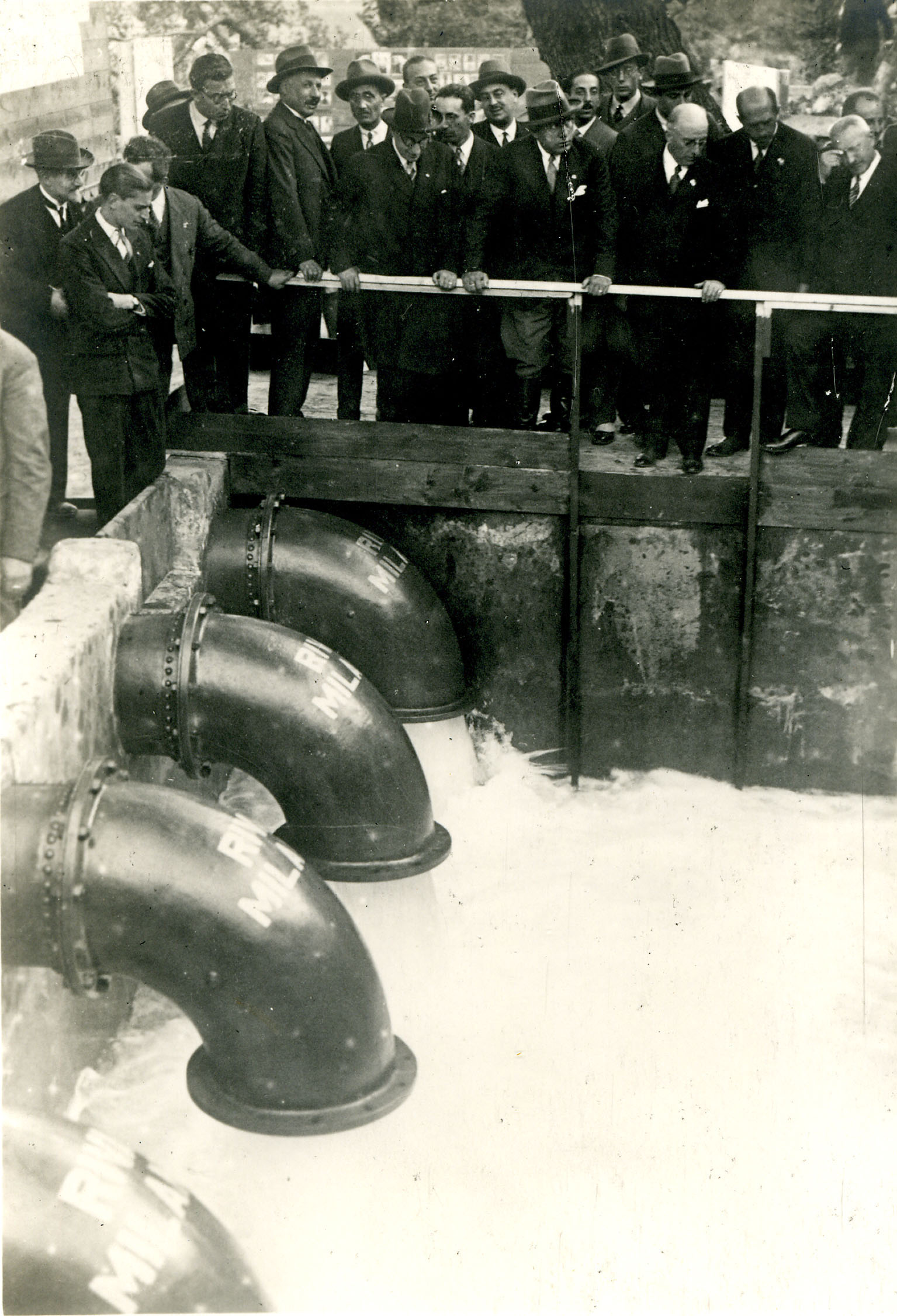
۲۰ اکتبر ۱۹۲۸. بنیتو موسولینی سیستم زهکشی ارائه شده توسط Costruzioni Meccaniche Riva از شهر میلان را برای تخلیه دریاچه نِمی مشاهده می کند.

ماهیگیران محلی از مدت‌ها پیش از وجود این لاشه‌ها آگاه بودند و آنها را کاوش کرده و آثار کوچکی را برداشته بودند و اغلب از قلاب‌های قلاب‌گیر برای بیرون کشیدن قطعات استفاده می‌کردند و به گردشگران می‌فروختند. در سال ۱۴۴۶، پروسپرو کاردینال کولونا و لئون باتیستا آلبرتی داستانهای مربوط به بقایای بقایای را دنبال کردند و آنها را در عمق ۱۸٫۳ متر (۶۰ فوت) کشف کردند. ، که در آن زمان برای نجات مؤثر بسیار عمیق بود. آنها با استفاده از طناب هایی با قلاب به کشتی ها آسیب رساندند تا تخته ها را از آنها جدا کنند. آلبرتی فراتر از نوع چوب و پوشیده شدن آن با غلاف سربی از این کاوش ها متوجه شد. در سال ۱۵۳۵، فرانچسکو دی مارکی با استفاده از کلاه غواصی روی کشتی غواصی کرد. یافته‌های او شامل آجر، سنگ‌فرش‌های مرمر، برنز، مس، مصنوعات سربی و تعداد زیادی تیرهای چوبی بود. از مواد بازیابی شده، روشن شد که در ساخت کشتی‌ها از مفاصل مورتیس و تنون استفاده شده است. با وجود نجات موفقیت آمیز کل سازه ها و قطعات، هیچ علاقه آکادمیک به کشتی‌ها وجود نداشت، بنابراین تحقیقات بیشتری انجام نشد. اشیاء کشف شده گم شده‌اند و سرنوشت آنها مشخص نیست.
در سال ۱۸۲۷، علاقه به بازیابی کشتی‌ها دوباره احیا شد و این باور عمومی شد که مواد اولیه به دست آمده یا بخشی از معبد دیانا بوده است یا از ویلای ژولیوس سزار (که توسط سوتونیوس نقل شده است). آنسیو فوسکونی یک سکوی شناور ساخت که می‌توانست با آن لاشه ها را بالا ببرد. در حین بالابردن، چند تا از کابل هایش پاره شد و او پروژه را متوقف کرد تا بتواند کابل های قوی تری پیدا کند. وقتی برگشت، متوجه شد که مردم محلی سکوی او را برای ساخت بشکه های شراب برچیده‌اند. این باعث شد که او از این پروژه صرف نظر کند.

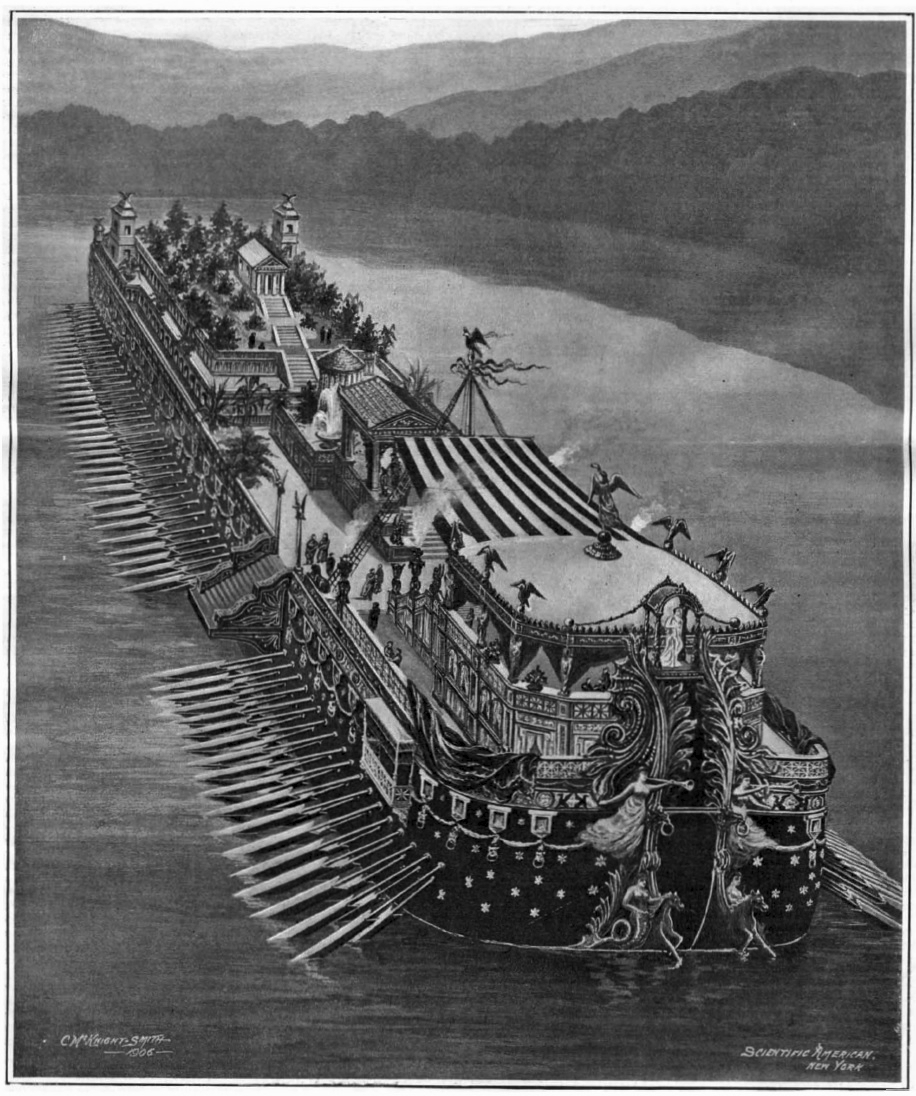
تصویری هنری از یک کشتی نمی توسط سی ام نایت اسمیت، در سال ۱۹۰۶

در سال ۱۸۹۵، با حمایت وزارت آموزش، دانشگاه‌ها و پژوهش ایتالیا ، سیگنور الیزئو بورگی مطالعه سیستماتیک محل کشتی‌های غرق شده را آغاز کرد و برای نخستین بار متوجه شد که این مکان دارای دو کشتی غرق شده است. از جمله موادی که بورگی به دست آورد، سر پنجه برنزی یکی از سکان ها و سرهای برنزی بسیاری از حیوانات وحشی بود. بورگی تمام یافته های خود را در موزه خود قرار داد و پیشنهاد فروش مجموعه را به دولت داد. الوارهایی که او پیدا کرد دور انداخته و گم شدند، در حالی که هیچ ارجاع متنی برای هیچ یک از یافته‌های او ثبت نشد. فلیچه برنابئی، مدیر کل دپارتمان آثار باستانی و هنرهای زیبا، ادعا کرد که تمامی آثار برای موزه ملی وجود دارد و گزارشی مبنی بر توقف بازیابی به دلیل "ویران شدن دو کشتی شکسته" ارائه کرد. یک مهندس از نیروی دریایی سلطنتی ایتالیا سایت را بررسی کرد تا امکان بازیابی دو کشتی دست نخورده را تعیین کند. مهندس به این نتیجه رسید که تنها راه عملی، زهکشی جزئی دریاچه است.
در سال ۱۹۲۷، بنیتو موسولینی ، رئیس شورای وزیران ، به گوئیدو اوچلی دستور داد که دریاچه را تخلیه و کشتی‌ها را بازیابی کند. با کمک نیروی دریایی سلطنتی ایتالیا)، ارتش سلطنتی ایتالیا، صنعت و افراد خصوصی، یک مجرای آب زیرزمینی روم باستان که دریاچه را به مزارع خارج از دهانه ارتباط می‌داد، دوباره فعال شد. این مجرا در ۲۰ اکتبر ۱۹۲۸ به یک سکوی پمپاژ شناور متصل شد و سطح دریاچه شروع به کاهش کرد. در ۲۸ مارس ۱۹۲۹، سطح آب ۵ متر (۱۶ فوت) کاهش یافته بود ، و اولین کشتی (ناو اصلی) سطح را شکست. در ۱۰ ژوئن ۱۹۳۱، ناو اصلی بازیابی شد و کشتی دوم (ناو دوم) در معرض دید قرار گرفت. در این زمان سطح آب با حذف بیش از 40,000,000 متر مکعب آب، بیش از ۲۰ متر (۶۶ فوت) کاهش یافته بود. در نتیجه کاهش وزن، در ۲۱ اوت ۱۹۳۱، ۵۰۰ هزار متر مکعب گل از لایه های زیرین فوران کرد که باعث شد ۳۰ هکتار (۷۴ جریب فرنگی) از کف دریاچه فروکش کند. کار متوقف شد و در حالی که خطرات ادامه پروژه مورد بحث بود، دریاچه شروع به پر کردن مجدد کرد. از آنجایی که ناو دوم قبلاً تا حدی خشک شده بود، غوطه ور شدن باعث آسیب قابل توجهی به آن شد. در ۱۰ نوامبر ۱۹۳۱، وزیر فواید عامه دستور داد این پروژه و تمام تحقیقات متوقف شود.
در ۱۹ فوریه ۱۹۳۲، وزارت نیروی دریایی، که در بازیابی شریک بود، از موسولینی درخواست کرد که پروژه را از سر بگیرد. با پیوستن به وزارت آموزش، آنها مجوز لازم را دریافت کردند و پمپاژ برای تخلیه دریاچه در ۲۸ مارس ۱۹۳۲ دوباره آغاز شد. در همین زمان یک قایق کوچک پیدا شد که حدود ۱۰ متر (۳۳ فوت) درازا داشت و سر آن نوک تیز و دم آن مربع بود. برای غرق کردن آن با سنگ بارگیری شده بود و گمان می‌رفت که هم عصر با کشتی‌ها باشد. مشکلات فنی تا اکتبر ۱۹۳۲ مانع از بازیابی ناو دوم شد. یک موزه هدفمند ساخته شده بر روی هر دو کشتی در ژانویه ۱۹۳۶ افتتاح شد.

## نحوهٔ ساخت، تزئینات و شناورسازی

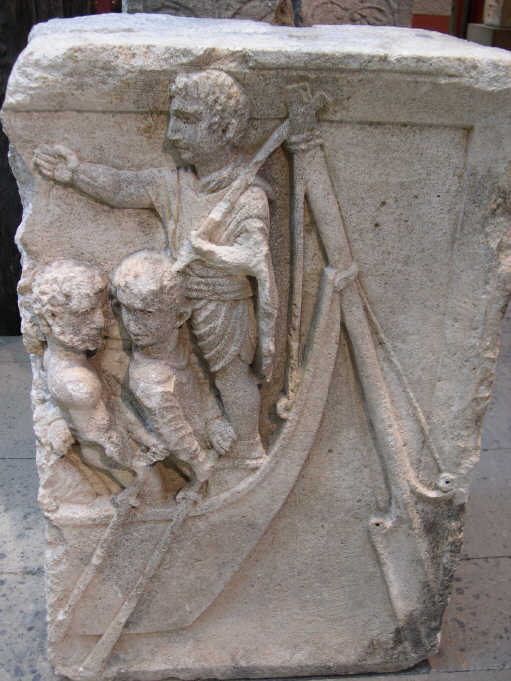
سکان قایق رومی بر روی پشت، قرن 1 پس از میلاد (RG-Museum ، کلن)

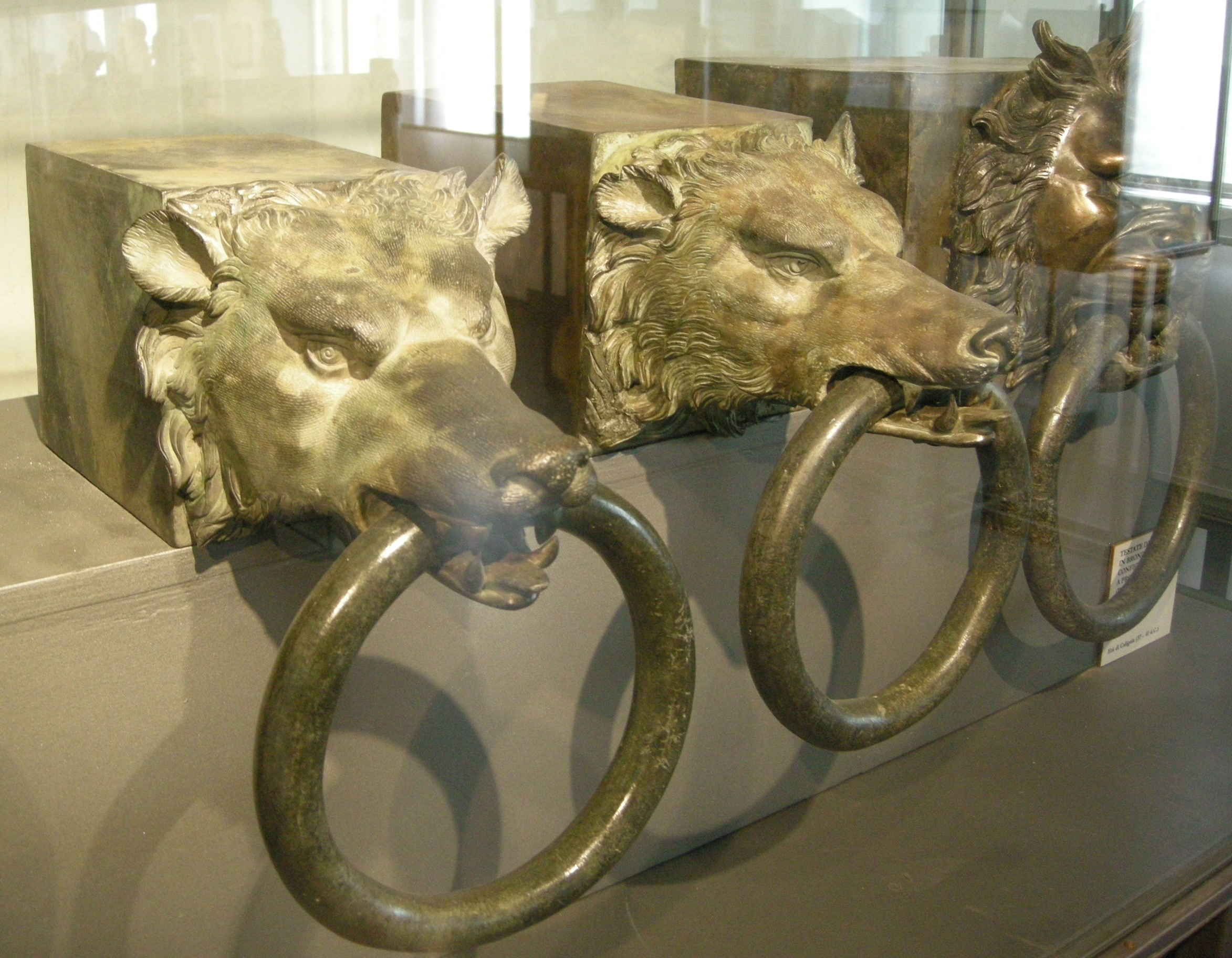
حلقه های برنجی در سال ۱۸۹۵ بازیابی شدند. اینها به انتهای تیرهای کنسولی تعبیه شده بودند که هر موقعیت پارویی را روی ناو دوم پشتیبانی می کردند.

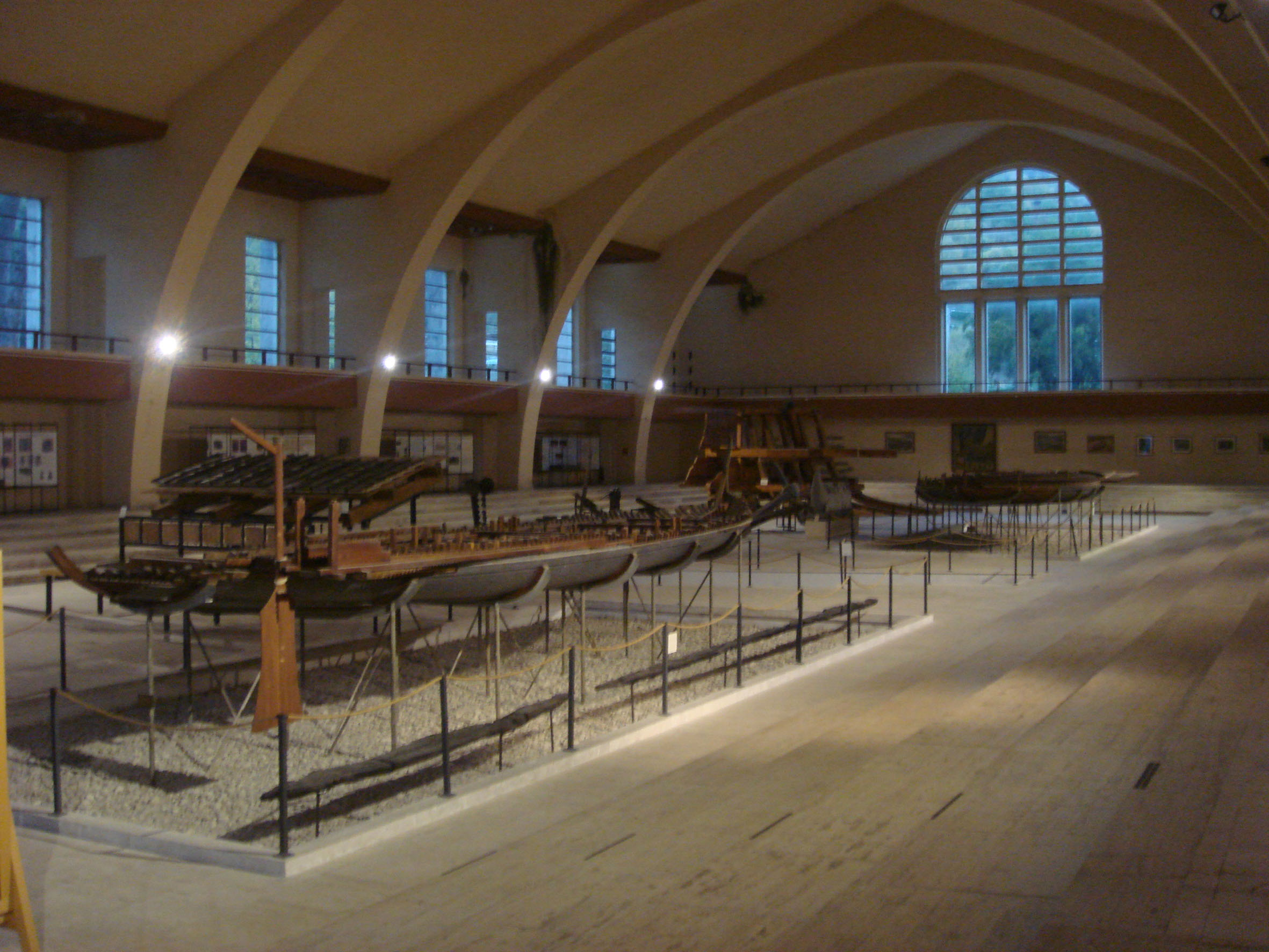
مدل یک پنجمی یک کشتی نمی (پیش زمینه) در موزه کشتی‌های نمی

هر دو کشتی با استفاده از روش ویترویوس ساخته شدند، تکنیکی که رومی ها برای اولین بار در ساخت پوسته استفاده می کردند.
- مرحله 1: ساخت پروفیل.
- مرحله 2: ساخت مازه و ته صاف تا مرتبه دوم سنکتوها، در دو مرحله.
- مرحله 3: ساخت پوسته تا وال سوم (سنگ های توپگالانت).
- مرحله 4: ابتدا دنده‌هایی که دارای تراب هستند (تقاطع مهاربندی) و سپس دنده‌های بدون آن را وارد می کردند.

گونه‌های چوب انتخاب شده به خوبی برای کشتی سازی مدیترانه کار می‌کردند. کشتی‌رانان از بلوط برای مازه و ستون‌های انتهایی، ستون فقرات کشتی استفاده می‌کردند. آنها همچنین از بلوط برای قاب بندی داخلی، تیرهای عبوری و پایه‌ها استفاده کردند. برای تیرها و قاب‌ها از الوارهای منحنی طبیعی استفاده می‌شد. کشتی سازان مدیترانه ای چوب‌های نرم مانند کاج و صنوبر را به دلیل انعطاف پذیری و مقاومت در برابر آب ارزشمند می‌دانستند. آنها تخته‌بندی را در بدنه بیرونی و الوارهای ضخیم‌شده در بیرون و داخل، ویل‌ها و رشته‌ها را فراهم می‌کردند، که همگی باید در جای خود خم می‌شدند.
بدنه در سه لایه غلاف سربی پوشانده شده بود تا از چوب ها در برابر کرم‌های کشتی محافظت شود. از آنجایی که در دریاچه های آب شیرین هیچ کرم کشتی‌ای وجود ندارد، این ویژگی طراحی نه تنها هزینه و وزن زیادی داشت، بلکه بی‌فایده بود. اما این نشانه‌ای است که بدنه کشتی‌های نمی به جای طراحی در راستای هدف، بر اساس روش‌های استاندارد کشتی‌سازی رومی ساخته شده‌اند. الوارهای بالا با رنگ و پشم قیر خورده محافظت می‌شدند و بسیاری از سطوح آنها با سنگ مرمر ، موزاییک و کاشی های مسی طلاکاری شده تزئین شده بود. عدم هماهنگی بین ساختار بدنه و ساختار روبنا وجود داشت، که نشان می‌دهد معماران دریایی بدنه‌ها را طراحی کرده‌اند و معماران عمران پس از اتمام بدنه، روبنا را برای استفاده از فضای موجود پس از تکمیل بدنه طراحی کردند. پس از بازیابی، بدنه کشتی ها کاملا خالی و بدون تزئینات یافته شد.
آنها با استفاده از پاررو هایی به بلندی  ۱۱٫۳ متر (۳۷ فوت) هدایت می‌شدند. ناو دوم مجهز به چهار محل پارو، دو تا از هر ربع و دو تا از شانه‌های کشتی، در حالی که کشتی نخست مجهز به دو محل پارو بود. جفت‌های مشابهی از تخته‌های فرمان غالباً در تصاویر کشتی‌های اوایل قرن دوم میلادی دیده می‌شوند.
ناو دوم تقریباً به طور قطع از پاروها نیرو می گرفت، زیرا تکیه گاه‌های ساختاری برای موقعیت های پارویی در امتداد کناره های بدنه بیرون زده است. ناو نخست هیچ وسیله محرکه قابل مشاهده‌ای نداشت، بنابراین به احتمال زیاد هنگام استفاده به مرکز دریاچه کشیده می شد.
یک لوله سربی که روی یکی از خرابه ها پیدا شده بود، دارای مهر  گایوس سزار آگوستوس ژرمانیکوس بود در حالی که بسیاری از کاشی ها دارای تاریخ ساخت بودند. در مجموع، تردید کمی در مورد اینکه کشتی‌ها چه زمانی ساخته شده‌اند یا برای چه کسی ساخته شده‌اند، باقی می‌گذارد.
سوئتونیوس دو کشتی ساخته شده برای کالیگولا را توصیف می کند. "... ده کرانه پارو... مدفوع آنها پر از جواهرات بود... حمام ها، گالری‌ها و سالن‌ها در آن فراوان بود و با تنوع زیادی از انگورها و درختان میوه عرضه می‌شد." منطقی است که حدس بزنیم که کشتی‌های نمی به استانداردهای مشابه مجهز شده بودند. یک سال پس از شناورسازی، پس از ترور کالیگولا (۲۴ ژانویه ۴۱ پس از میلاد)،  کشتی ها از اشیاء گرانبها خالی گشته، بیش از حد بارگیری و سپس عمدا غرق شدند.

## نگارهٔ برخی اشیای کشف شده از کشتی‌ها

جزئیات
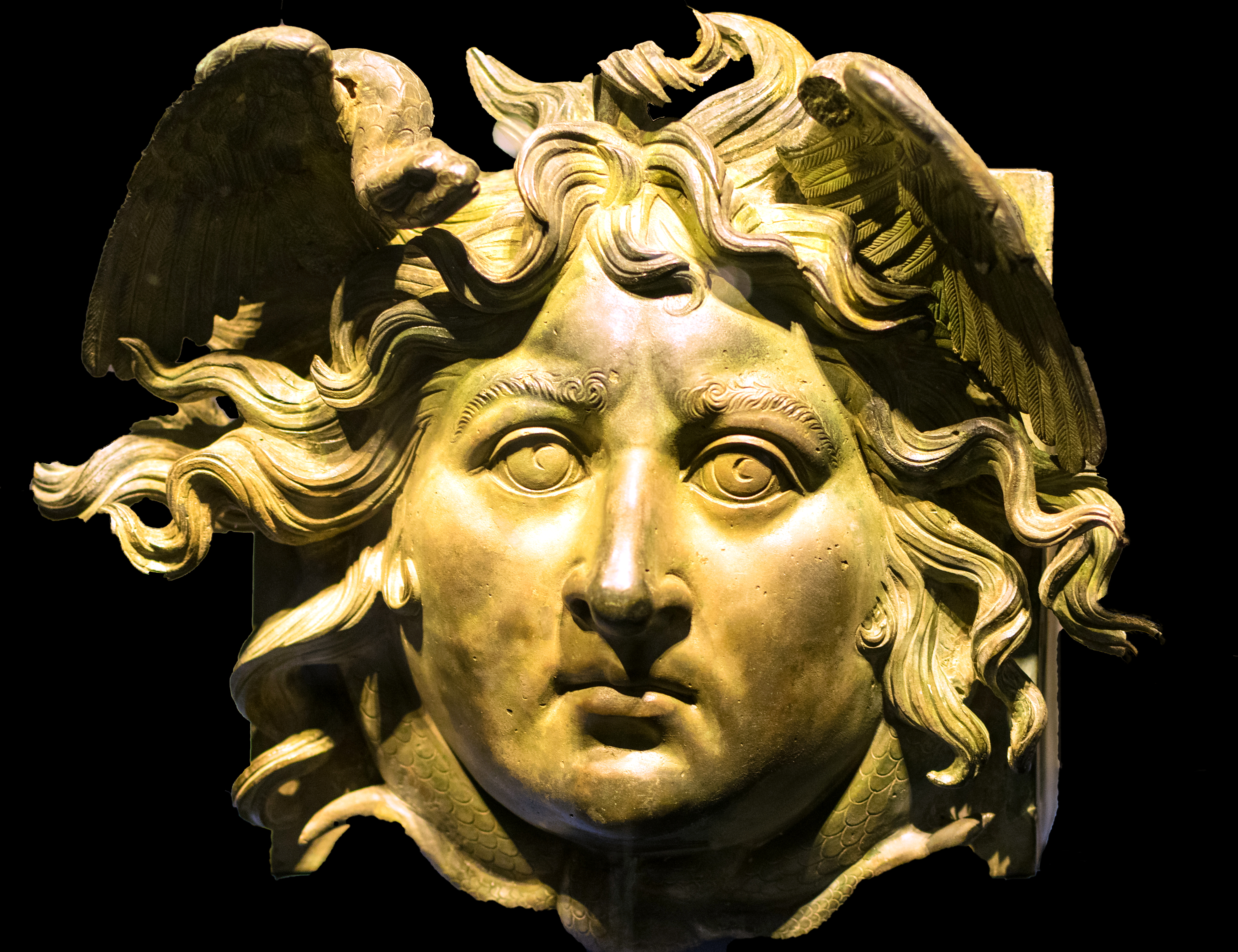
دسته آپوتروپائیک ( گورگونیون ) به شکل سر مدوسا به سر یک تیر چوبی وصل شده بود.
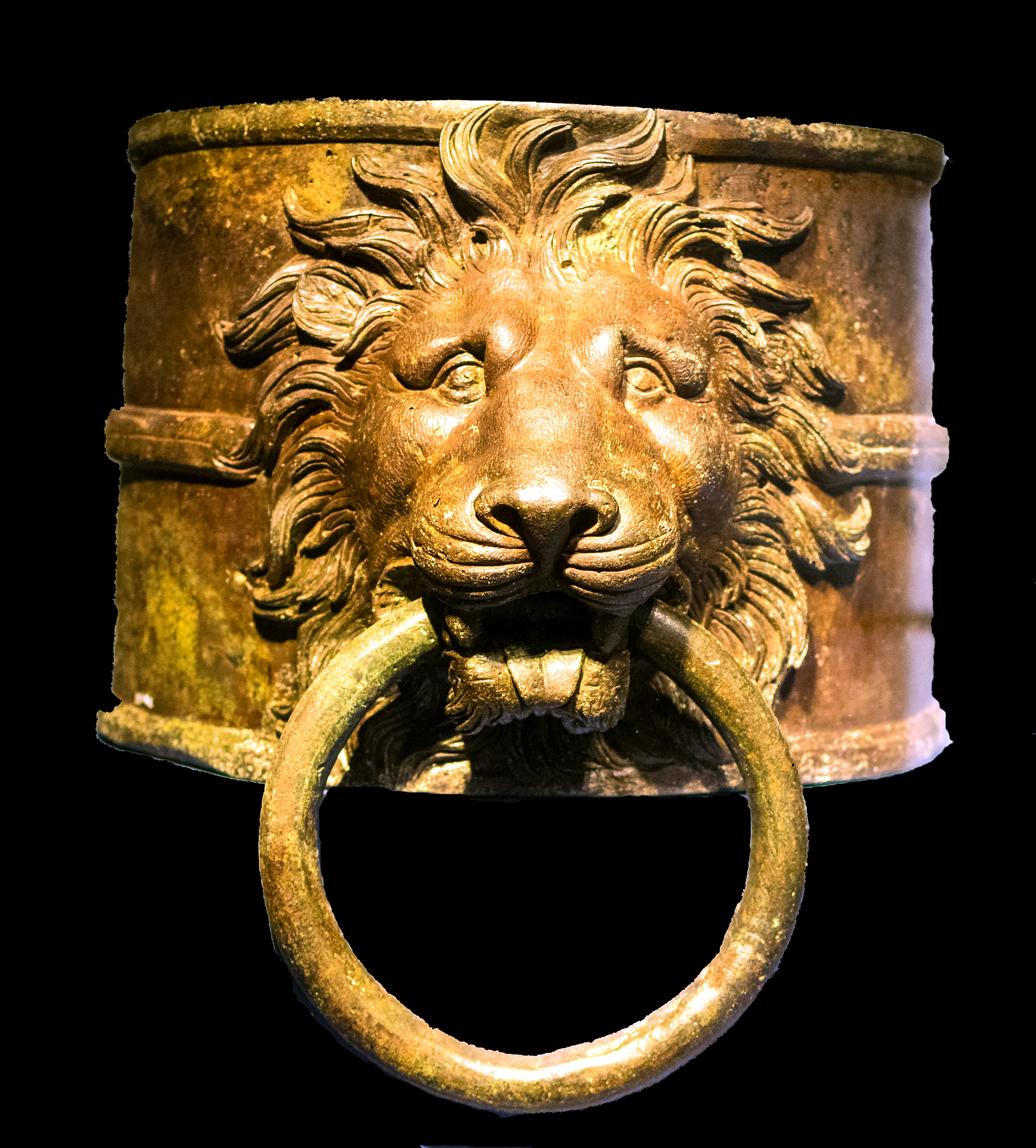
شیر پروتوم با مقطع گرد به عنوان یک قطعه انتهایی متصل روی یکی از دو محور سکان قرار داده شده بود.
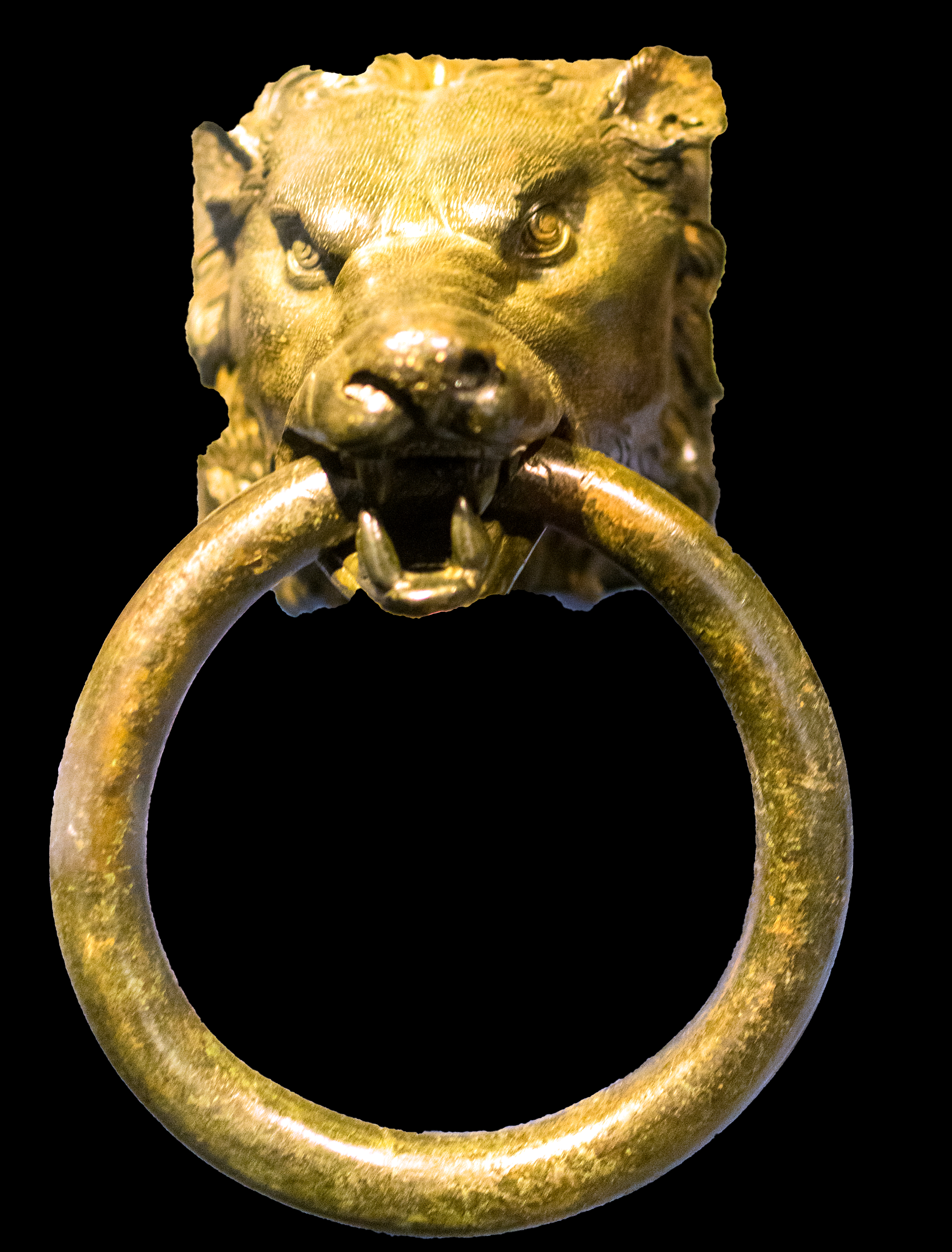
پروتوم گرگ با مقطع مربع. اینها در انتهای دو تیر چوبی در یکی از محورهای طولی کشتی به عنوان سکویی در کنارهٔ کشتی قرار داشتند که برای پهلوگیری کشتی و سوار یا پیاده شدن از کشتی عمل می‌کرد.
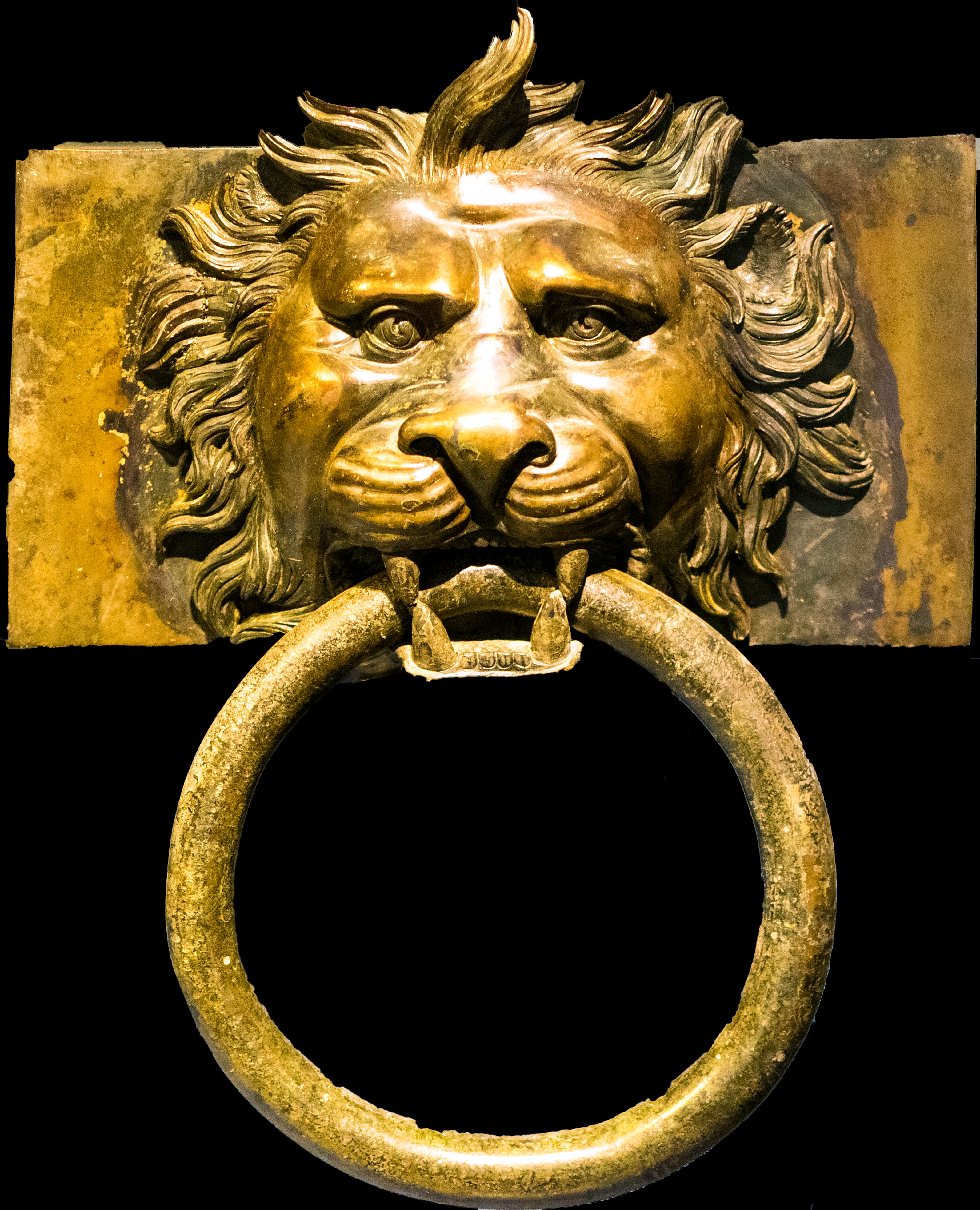
شیر پروتوم با مقطع مربع. اینها در انتهای دو تیر چوبی در یکی از محورهای عرضی کشتی به عنوان امتداد برای سکوها در هر طرف کشتی که در درجه اول به عنوان مراحل فرود عمل می کردند، قرار داشتند. حلقه های آنها احتمالاً برای محکم کردن کشتی به اسکله استفاده می‌شد.
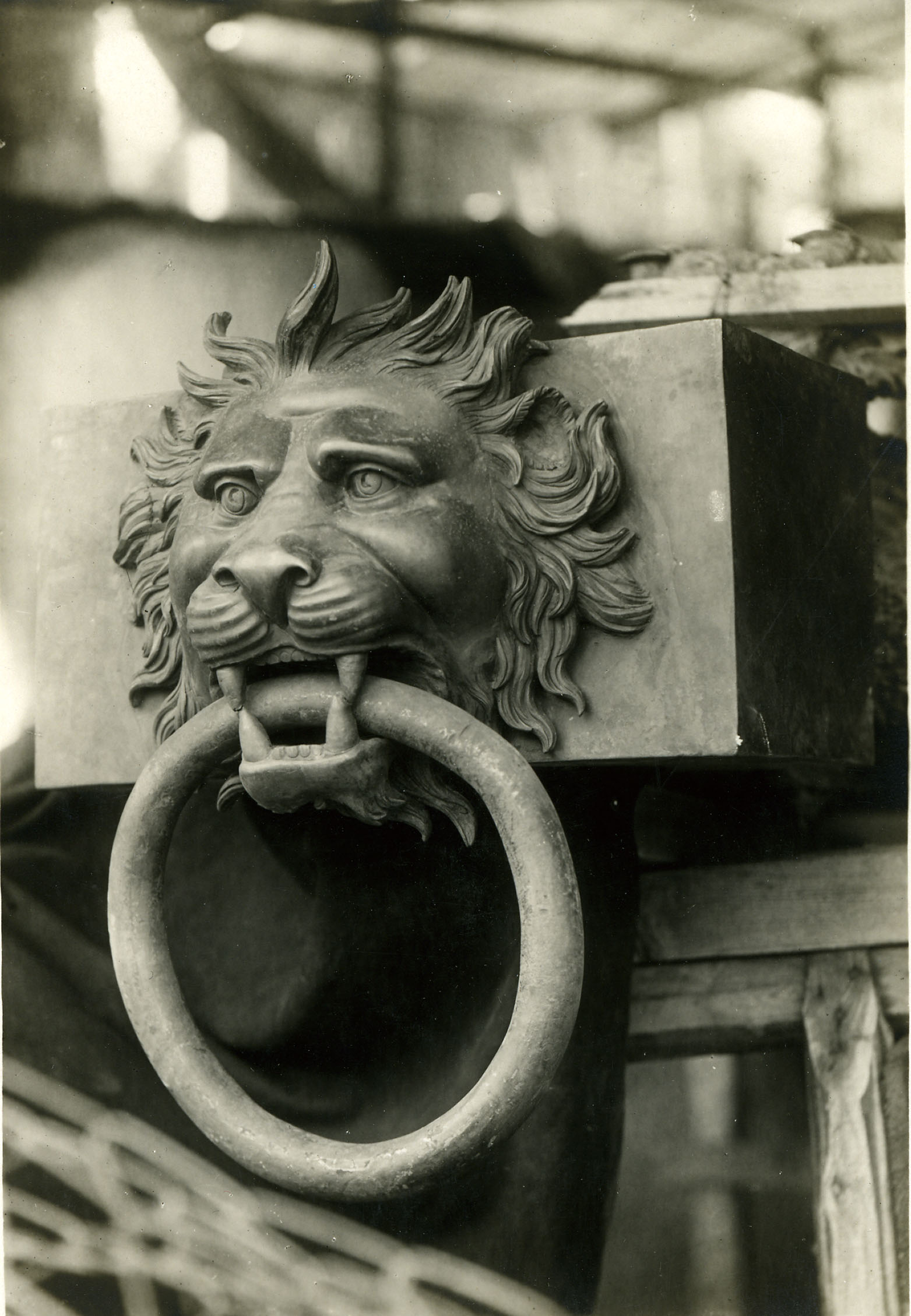
شیر پروتوم از زاویه ای دیگر
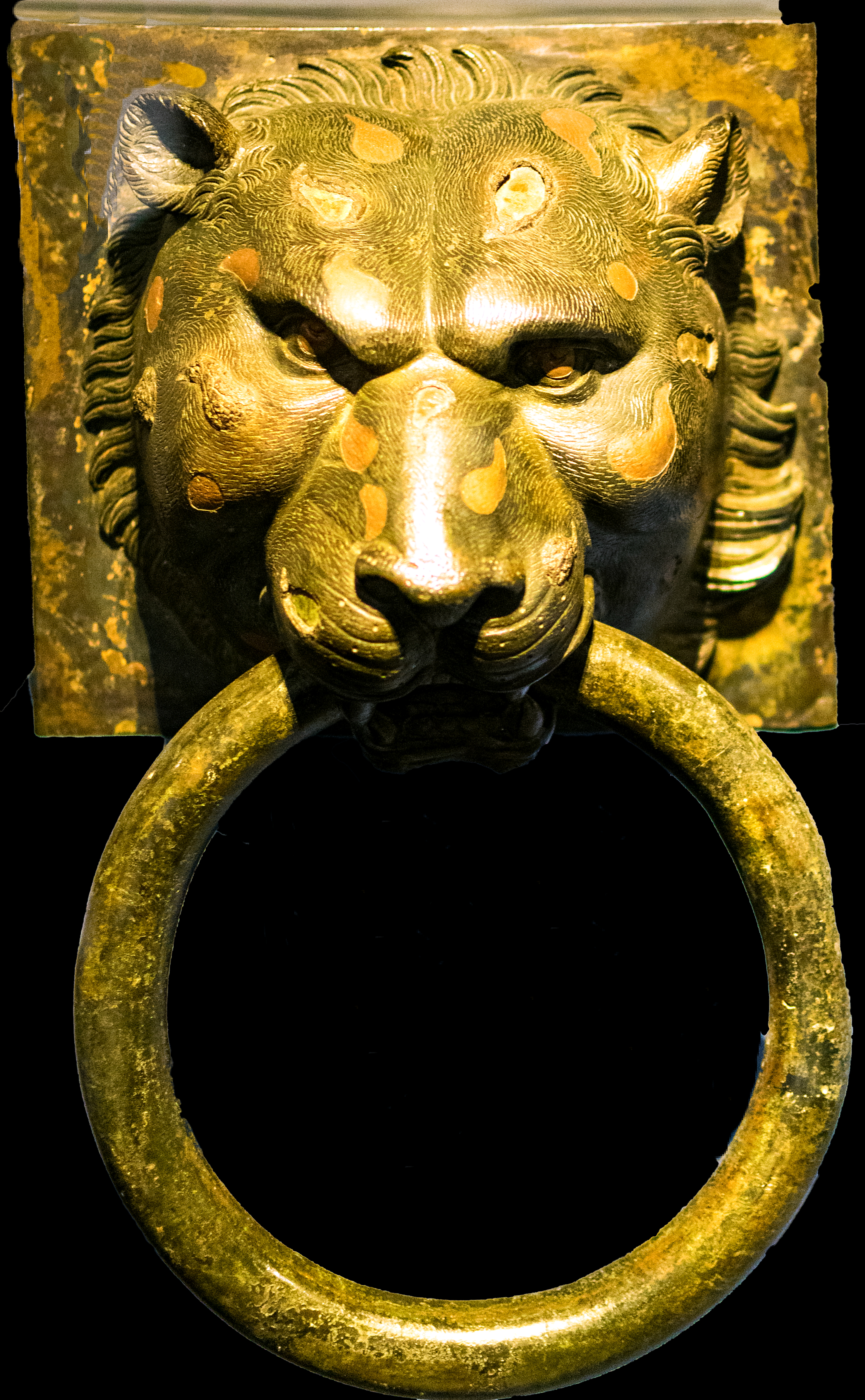
پروتوم پلنگ با مقطع مربعی. اینها در انتهای دو تیر چوبی در یکی از محورهای عرضی کشتی به عنوان امتداد برای سکوها در هر طرف کشتی که در درجه اول به عنوان مراحل فرود عمل می کردند، قرار داشتند. مانند حلقه‌های شیر پروتوم مشابه، حلقه‌های آنها احتمالاً برای بستن کشتی به اسکله استفاده می‌شد.
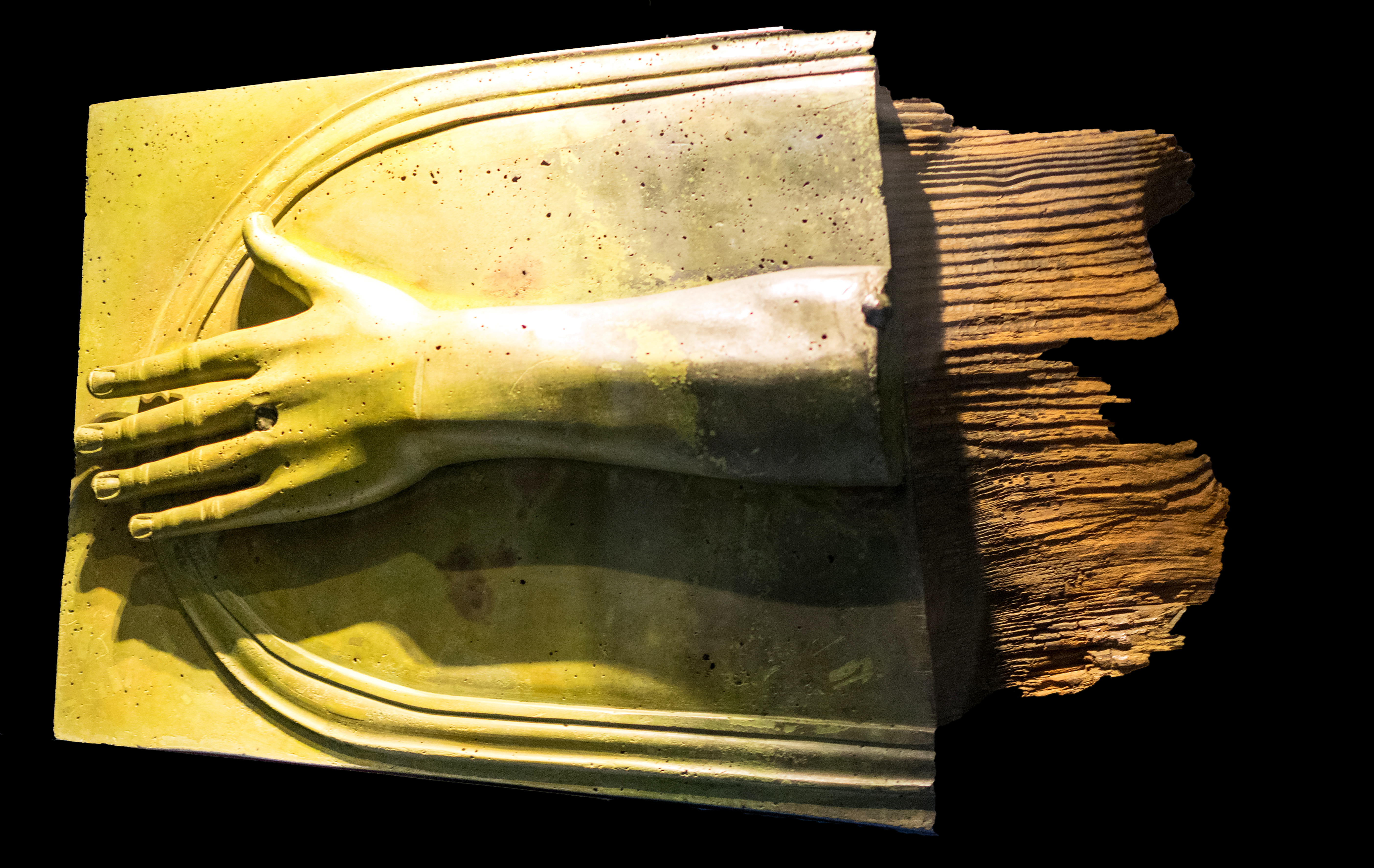
ساعد چپ برنزی آپوتروپیک به تیر یکی از دو جعبه پارو در کشتی دوم متصل شد. این به تثبیت سکان مربوطه کمک کرد
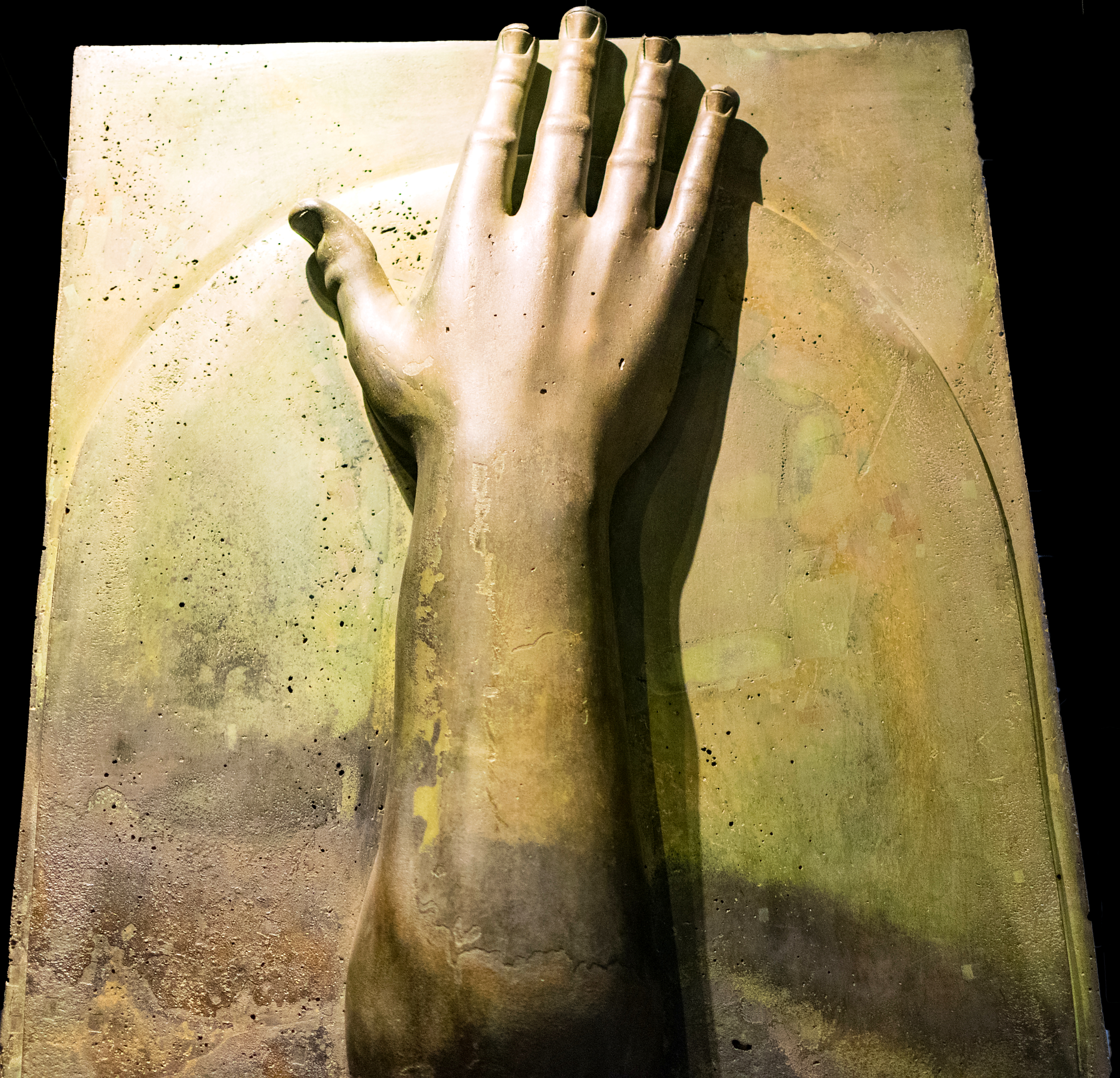
ساعد راست برنزی آپوتروپیک به تیر یکی از دو جعبه پارو کشتی دوم متصل شد. مانند ساعد چپ، این کار به تثبیت سکان مربوطه کمک کرد

## مراجع
1. ↑  «The Truth Behind Caligula's Nemi Ships».
2. ↑  پال کوپر. «Nemi Ships: How Caligula's Floating Pleasure Palaces Were Found and Lost Again».
3. ↑  مشارکت کنندگان ویکیپدیای انگلیسی. "Nemi ships" (به انگلیسی).
4. ↑  "Notes on the Architecture of Some Roman Ships: Nemi and Fiumicino pdf" (PDF). Hellenic Institute for the Preservation of Nautical Tradition. Aug–Sep 1985. Archived from the original (PDF) on 20 June 2010. Retrieved 29 October 2009.
5. ↑  Apuleius (1998). The Golden Ass. Penguin classics. ISBN 978-0140435900.
6. 1 2 3 4 5 6 7 8 9  Purtell, John (18 March 2001). "Project Diana". Association Dianae Lacus. Archived from the original on 1 July 2010. Retrieved 29 October 2009.
7. ↑  Nick, Squires (2017-04-03). "Italy hunts for Emperor Caligula's long-lost third pleasure ship, after reports of snagged fishing nets in Lake Nemi". The Telegraph.
8. ↑  Jung, Michael: A new hypothesis on Francesco De Marchi (1504–1576) and his dives in Lake Nemi in 1535 (pdf).
9. 1 2  The Galleys of Lake Nemi. Scientific American Volume 95 Number 02 (July 1906). 1906-07-14. pp. 25–26.
10. ↑  "Notes on the Architecture of Some Roman Ships: Nemi and Fiumicino pdf" (PDF). Hellenic Institute for the Preservation of Nautical Tradition. Aug–Sep 1985. Archived from the original (PDF) on 20 June 2010. Retrieved 29 October 2009.
11. ↑  McManamon, John (2023). From Caligula to the Nazis: The Nemi Ships in Diana's Sanctuary (به انگلیسی). College Station, Texas: Texas A&M University Press. pp. 159–160. ISBN 978-1-64843-114-2.
12. ↑  "Notes on the Architecture of Some Roman Ships: Nemi and Fiumicino pdf" (PDF). Hellenic Institute for the Preservation of Nautical Tradition. Aug–Sep 1985. Archived from the original (PDF) on 20 June 2010. Retrieved 29 October 2009.
13. 1 2  Lucas, Alan (March 2005). "The Lake Nemi Ships". Afloat Magazine. Archived from the original on 11 October 2009. Retrieved 29 October 2009.